# Lucius Aelius Lamia (légat)
Lucius Aelius Lamia (Ier siècle av. J.-C.) est un homme politique romain des débuts de l'Empire.

## Famille
Il est le fils de Lucius Aelius Lamia, préteur, et le père de Lucius Aelius Lamia, consul en 3 apr. J.-C.

## Carrière
Il devient légat d'Auguste propréteur en Hispanie citérieure en 24 av. J.-C., durant les guerres cantabres.